# Romulus (âne)
Pour les articles homonymes, voir Romulus (homonymie).
En 2025, Romulus est le plus grand âne vivant au monde d'après le Livre Guinness des records. Ses propriétaires sont Phil et Cara Barker Yellott de Red Oak (Texas). Romulus est un American Mammoth Jackstock hongre. Romulus a un frère, Remus, qui est plus petit de 51 millimètres.

## Description
Romulus est né en 2004 et sa taille, des sabots au garrot, a été mesurée à 1,70 mètre, soit 17 centimètres de plus que le précédent record détenu par Oklahoma Sam. Romulus pèse environ 590 kilogrammes. Romulus et Remus sont des American Mammoth Jackstock, la race d'ânes la plus grande au monde, développée pour produire de grandes mules lors de croisement avec des juments,. Les deux ânes sont utilisés par leurs propriétaires comme animaux de garde pour protéger le bétail des prédateurs.

## Livre Guinness des records
Le 8 février 2013, Romulus est mesuré pour le Livre Guinness des records. Les documents sont reçus et certifiés à Londres par le Guinness World Records le 13 mai 2013.